# 記念日
記念日（きねんび、英: Anniversary）は、何らかの物事や過去の出来事を記念する日である。広義には週間・月間なども含み、年中行事も含むことがある。国民の祝日も記念日の一種と言える。
なお、記念という語は祝賀を意味する日以外にも使われる（例：終戦記念日）。

## 種類
記念日には、誕生日・結婚記念日・命日などの個人的な記念日のほか、公的な機関が制定した記念日、例えば地方自治体がその地域や特産品をPRするためや、地元で発生した大災害を忘れないために制定した記念日があり、また企業や商店が商品の販売促進などのために制定した記念日もある。

## 日付
記念日の日付は、過去に歴史的な出来事があった日とするのが本来の形だが、日本では語呂合わせによるものも数多くある。また、他の年中行事（バレンタインデーに対するチョコレートの日、七夕に対する川の日やゆかたの日など）に相乗りした記念日もある。
相応しい日付があるものの、何らかの理由で都合が悪い場合など別の日付を記念日とすることもある。例えば自衛隊記念日は、本来なら自衛隊が発足した日の1954年7月1日とすべきところであるが、この時期は台風などの自然災害による自衛隊出動が予想されるため、式典の準備なども考え、この日を避けて11月1日になっている。また、津波防災の日は東北地方太平洋沖地震・東日本大震災が発生した3月11日ではなく、安政南海地震が発生した11月5日と定められている。他に、日本では天皇誕生日、オランダでは国王誕生日が設けられ、君主の誕生日が祝日となっているが（国家の日）、大正天皇の時代は、本来の誕生日の8月31日ではなく10月31日が祝日になっていた。オランダではベアトリクス女王の時代、彼女の誕生日は1月31日だが女王誕生日は4月30日とされた。これは、真夏や真冬の時期で、各種式典に困難が予想されたため、時期をずらした事例である。

## 日本における記念日

### 国または国の機関が定めた記念日
太字は国民の祝日。
- 元日 - 1月1日
- 110番の日 - 1月10日
- 成人の日 - 1月第2月曜日（元は1月15日）
- 防災とボランティアの日 - 1月17日
- 118番の日 - 1月18日
- 文化財防火デー - 1月26日
- アナログ放送の日 - 2月1日
- 北方領土の日 - 2月7日
- 建国記念の日 - 2月11日
- 旅券の日 - 2月20日
- 消防記念日 - 3月7日
- 春分の日 - 春分日
- 発明の日 - 4月18日
- 郵政記念日 - 4月20日
- 子ども読書の日 - 4月23日
- 昭和の日 - 4月29日
- 憲法記念日 - 5月3日
- みどりの日 - 5月4日
- こどもの日 - 5月5日
- 看護の日 - 5月12日
- 電波の日 - 6月1日
- 気象記念日 - 6月1日
- 景観の日 - 6月1日
- 人権擁護委員の日 - 6月1日
- 測量の日 - 6月3日
- 環境の日 - 6月5日
- 時の記念日 - 6月10日
- 国民安全の日 - 7月1日
- 更生保護の日 - 7月1日
- 国土交通Day - 7月16日
- 海の日 - 7月第3月曜日（元は7月20日）
- 勤労青少年の日 - 7月第3土曜日
- 水の日 - 8月1日
- 夏の省エネ総点検の日 - 8月1日
- 広島原爆の日 - 8月6日
- 長崎原爆の日 - 8月9日
- 道の日 - 8月10日
- 山の日 - 8月11日
- 終戦の日 - 8月15日
- 防災の日 - 9月1日
- 下水道の日 - 9月10日
- 宇宙の日 - 9月12日
- 敬老の日 - 9月第3月曜日（元は9月15日）
- 空の日 - 9月20日
- 秋分の日 - 秋分日
- 国際音楽の日 - 10月1日
- 法の日 - 10月1日
- 浄化槽の日 - 10月1日
- スポーツの日 - 10月第2月曜日（元は体育の日で10月10日）
- 鉄道の日 - 10月14日
- 統計の日 - 10月18日
- 電信電話記念日 - 10月23日
- 原子力の日 - 10月26日
- 文字・活字文化の日 - 10月27日
- 灯台記念日 - 11月1日
- 自衛隊記念日 - 11月1日
- 古典の日 - 11月1日
- 文化の日 - 11月3日
- 119番の日 - 11月9日
- 家族の日 - 11月第3日曜日
- 勤労感謝の日 - 11月23日
- デジタル放送の日 - 12月1日
- 障害者の日 - 12月9日
- 学校給食記念日 - 12月24日
- 交通事故死ゼロを目指す日 - 4月10日、9月30日、2月20日
- 天皇誕生日 - 今上天皇の誕生日（令和年間においては2月23日）

### 記念日に関わる団体
日本国内には記念日を「指定」や「制定」する任意団体が複数存在するが、下記のいずれも公的機関ではない。記念日を制定するのにこれらの団体の認定を受ける必要も義務もない。認定を受けなくとも世間に浸透している記念日も数多く存在する。

#### 一般社団法人日本記念日協会
1991年（平成3年）に設立。企業、団体、個人などが設けた記念日の認定・登録を行い、ホームページで紹介するなど、さまざまなPRを行う一般社団法人。記念日の登録には、登録申請を行い、登録料を支払う必要がある。同協会に登録された記念日の数は2012年5月時点で約400件、2018年5月時点で1,904件で、年間200件以上のペースで増加している。記念日のカレンダー、記念日の事典なども刊行。「記念日文化研究所」も併設している。また、2018年からは「その年もっとも印象的だった日」を「今年の一日」として選定している。

#### 一般社団法人日本記念日評議会
団体・企業・個人などが制定した様々な記念日を審査・認定・登録し、広く社会に浸透させる機関として、2013年（平成25年）4月に設立された。公式マスコットキャラクターは「アニバーくん」。
記念日認定までの所要期間は約15営業日で、認定には料金（認定料）の支払いを必要とした。
2013年5月以降、活動を本格化。8月にはマーケティング会社を設立した。
その後、2015年5月15日の投稿を最後に公式Facebookの更新が停止。同年後半には公式ウェブサイトが閉鎖された。
| 番号 | 日付     | 名称                                     |
| ---- | -------- | ---------------------------------------- |
| 1    | 3月10日  | 佐渡の日                                 |
| 3    | 4月10日  | 四万十の日                               |
| 4    | 4月23日  | クラフトビールの日                       |
| 5    | 8月29日  | ヤキニクの日                             |
| 6    | 4月6日   | 城の日                                   |
| 7    | 4月10日  | インテリアを考える日                     |
| 8    | 6月12日  | エスペラントの日                         |
| 9    | 8月1日   | やっぱり家の日                           |
| 10   | 8月25日  | ラーメン記念日（チキンラーメンの誕生日） |
| 11   | 3月5日   | 安藤百福の日                             |
| 12   | 6月2日   | 横浜開港記念日                           |
| 13   | 11月11日 | ポッキー&プリッツの日                    |
| 14   | 8月1日   | カフェオーレの日                         |
| 15   | 毎月19日 | 2段熟カレーの日                          |
| 16   | 9月10日  | °C-uteの日                               |
| 17   | 7月7日   | ギフトの日                               |
| 18   | 12月1日  | 映画の日                                 |
| 19   | 7月1日   | 建築士の日                               |
| 20   | 1月31日  | アサイの日                               |
| 21   | 3月14日  | 座椅子の日                               |
| 22   | 1月26日  | アフロの日                               |
| 23   | 4月20日  | 失恋の日                                 |
| 24   | 4月8日   | ラブホテルの日                           |
| 27   | 10月     | まめプラス月間                           |
| 28   | 10月4日  | ゾウとサイの日                           |
| 29   | 12月11日 | 犬と猫と人がひとつになる日               |